# 용궁에서 온 거북이와 이무기
"용궁에서 온 거북이와 이무기"는 한국에서 제작된 은희복 감독의 1991년 영화이다. 박기문 등이 주연으로 출연하였고 문여송 등이 제작에 참여하였다.

## 출연

### 주연
- 박기문
- 이웅열
- 김희라

## 기타
- 원작자: 은희복
- 조명: 서명수
- 미술: 은희복